# Boisné-La Tude
Boisné-La Tude is een gemeente in het Franse departement Charente in de regio Nouvelle-Aquitaine. De gemeente is op 1 januari 2016 ontstaan door de fusie van de gemeenten Charmant, Chavenat en Juillaguet. Boisné-La Tude telde op 1 januari 2022 661 inwoners.

## Geografie
De oppervlakte van Boisné-La Tude bedroeg op 1 januari 2022 34,25 vierkante kilometer; de bevolkingsdichtheid was toen 19,3 inwoners per km².
De onderstaande kaart toont de ligging van Boisné-La Tude met de belangrijkste infrastructuur en aangrenzende gemeenten.

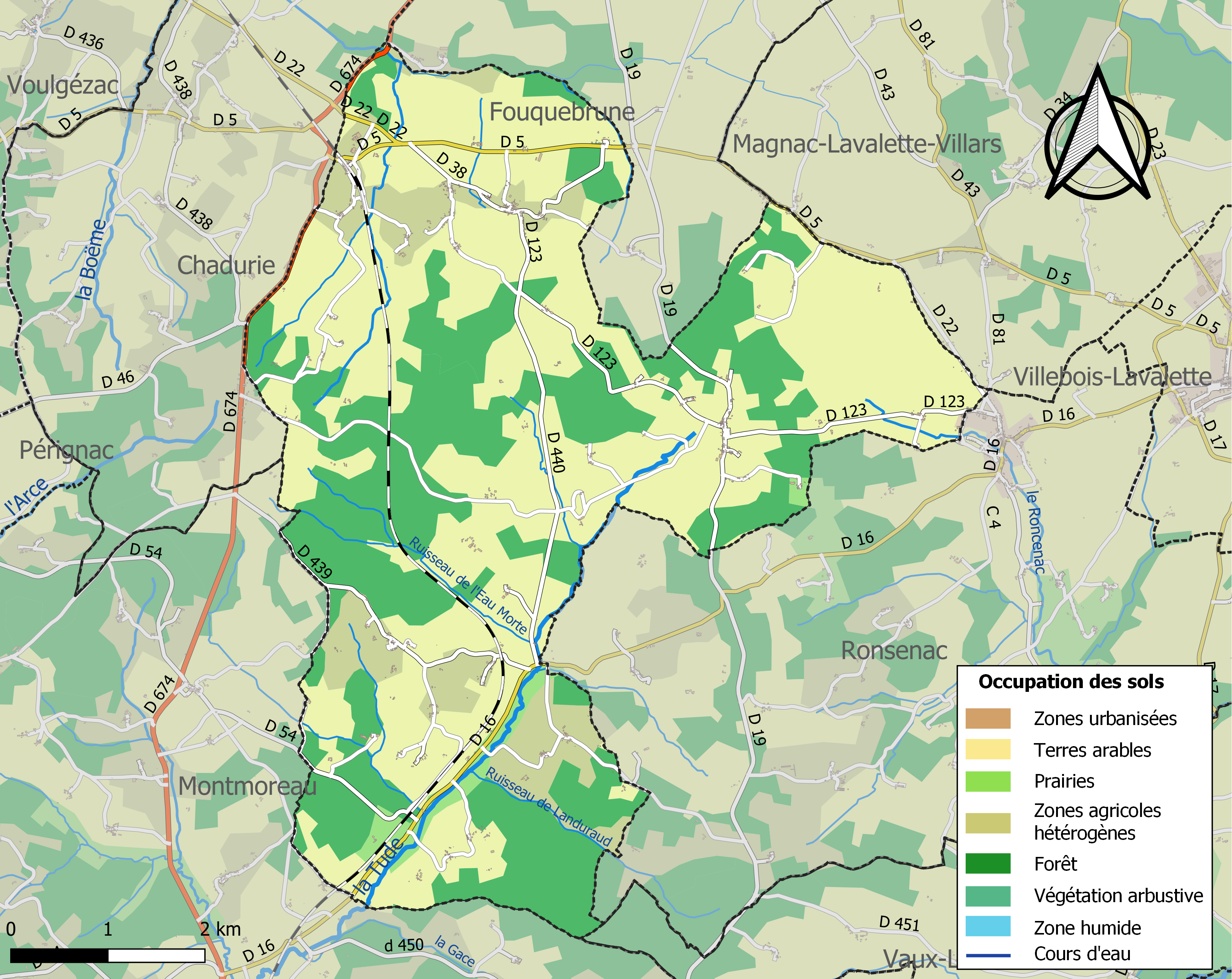